# Astana
Astana (em cazaque e russo: Астана, pronunciado: [astaˈna] (escutarⓘ)) é a capital do Cazaquistão. Conhecida até 1998 como Aqmola, foi rebatizada em 2019 para Nur-Sultã, mas voltou a ser renomeada para seu nome anterior, Astana, em 2022. Ela está localizada ao longo do rio Ishim no norte do país, na região Aqmola, embora seja administrada separadamente como uma entidade independente. O censo de 2014 estimou a população em 835 153 habitantes, sendo a segunda maior aglomeração urbana do país depois de Almati.
Povoado em 1830 como o assentamento de Akmoly (em cazaque:  Ақмолы) ou Akmolinski prikaz (em russo:  Акмолинский приказ), o local serviu como fortificação dos cossacos siberianos. Em 1832, um acordo concedeu o estatuto de cidade e rebatizou-a para Akmolinsk (em russo:  Акмолинск). Em 20 de março de 1961, a cidade foi renomeada pelos soviéticos para Tselinogrado (em russo:  Целиноград, transl. Tselinograd). Em 1992, seu nome foi novamente alterado para Aqmola (em cazaque:  Ақмола), o nome original modificado que significa "vala branca". Em 10 de dezembro de 1997, Aqmola se tornou a capital do Cazaquistão. Em 6 de maio de 1998, a cidade foi rebatizada para Astana, que significa "capital" em cazaque. Em 20 de março de 2019, foi oficialmente renomeada para Nur-Sultã, uma homenagem ao ex-presidente e "pai da nação", Nursultan Nazarbaev. Porém, essa decisão foi revertida em 2022.
Astana é uma cidade planejada, assim como Brasília, no Brasil; Camberra, na Austrália; Huambo, em Angola; Washington, DC, nos Estados Unidos e Islamabade, no Paquistão. O plano diretor da cidade foi projetado pelo arquiteto japonês Kisho Kurokawa. Astana sedia o parlamento, a suprema corte, o palácio presidencial e vários departamentos e agências governamentais, assim como também é o lar de muitos edifícios, hotéis e arranha-céus futuristas.

## Etimologia

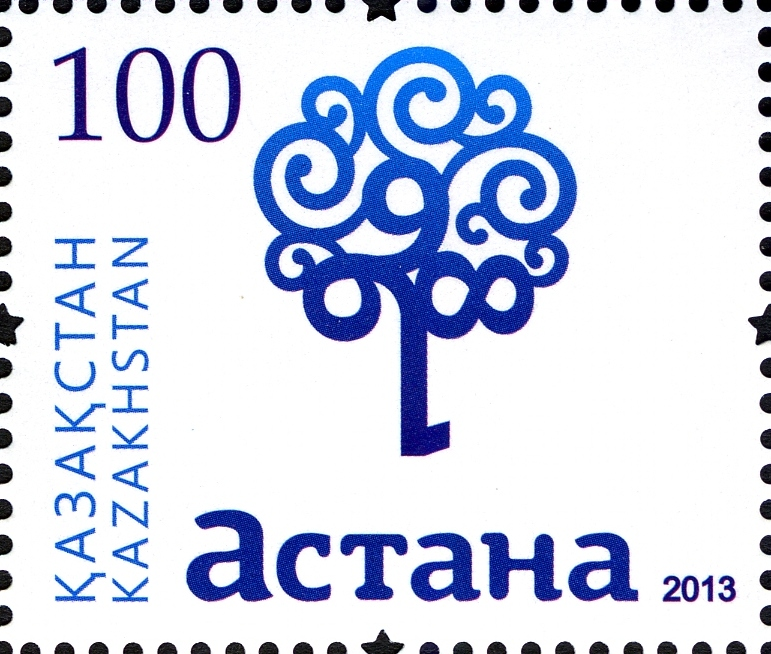
Selo cazaque de 2013 com o antigo nome da cidade usado até 2019 (Астана)

Fundada em 1830 como um assentamento de Akmoly ou Akmolinski prikaz (em russo:  Акмолинский приказ), serviu como uma fortificação defensiva para os cossacos siberianos. Em 1832 o assentamento foi concedido um estatuto de cidade e renomeado Akmolinsk (em russo:  Акмолинск). Em 20 de março de 1961, a cidade foi renomeada como Tselinogrado (em russo:  Целиноград, transl. Tselinograd, lit. 'cidade de tselina') para marcar a evolução da cidade como centro cultural e administrativo da campanha das terras virgens. Em 1992, foi renomeada como Aqmola, o nome original modificado que significa "sepultura branca".
Em 23 de novembro de 2016, o Parlamento do Cazaquistão votou unanimemente uma lei para dar o nome do presidente Nursultan Nazarbaev à capital do país. No entanto, o presidente já havia rejeitado uma proposta similar em 2008. Em 19 de março de 2019, o presidente Nazarbaev renunciou e em 23 de março a cidade foi rebatizada de Nur-Sultã.
Em setembro de 2022, o presidente cazaque Kassym-Jomart Tokayev anunciou que a cidade voltaria ao antigo nome Astana. Em 17 de setembro, ele assinou uma lei que alterou a constituição para restaurar o antigo nome.

## História

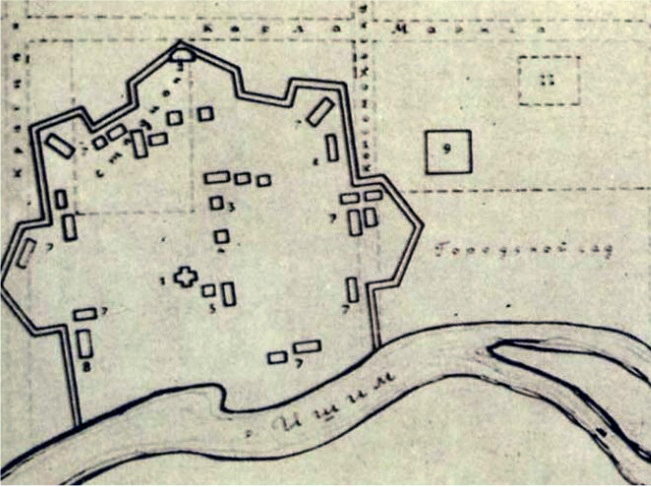
Mapa do forte de Akmolinsk

A cidade foi fundada em 1824 com o nome de Akmolinsk (Акмолинск). A sua importância cresceu no fim do século XIX, quando se tornou um entroncamento de importantes linhas ferroviárias. Assim que o Cazaquistão tornou-se independente da União Soviética em 1991, a cidade foi renomeada para Aqmola (Акмола) e futuramente se tornaria a capital da nova nação. Em 1997, quando a capital foi transferida finalmente de Almati para esta cidade, o seu nome foi mais uma vez alterado.
Após a dissolução da União Soviética  e a consequente independência do Cazaquistão, o nome original da cidade foi restaurado para Aqmola. Em 6 de julho de 1994, o Conselho Supremo do Cazaquistão aceitou o decreto "sobre a transferência da capital do Cazaquistão".
Após a capital ser transferida para Aqmola em 10 de dezembro de 1997, ela foi rebatizada para Astana, em 1998. Em 10 de junho de 1998, a cidade foi apresentada como a capital internacional do país. Em 16 de Julho 1999, então Astana foi premiada com a medalha e o título de Cidade da Paz pela UNESCO.
Em 20 de março de 2019, foi decidido que o nome da cidade, que antes significava apenas "capital do país" foi rebatizada para Nur-Sultã em homenagem ao presidente que renunciou.

## Geografia

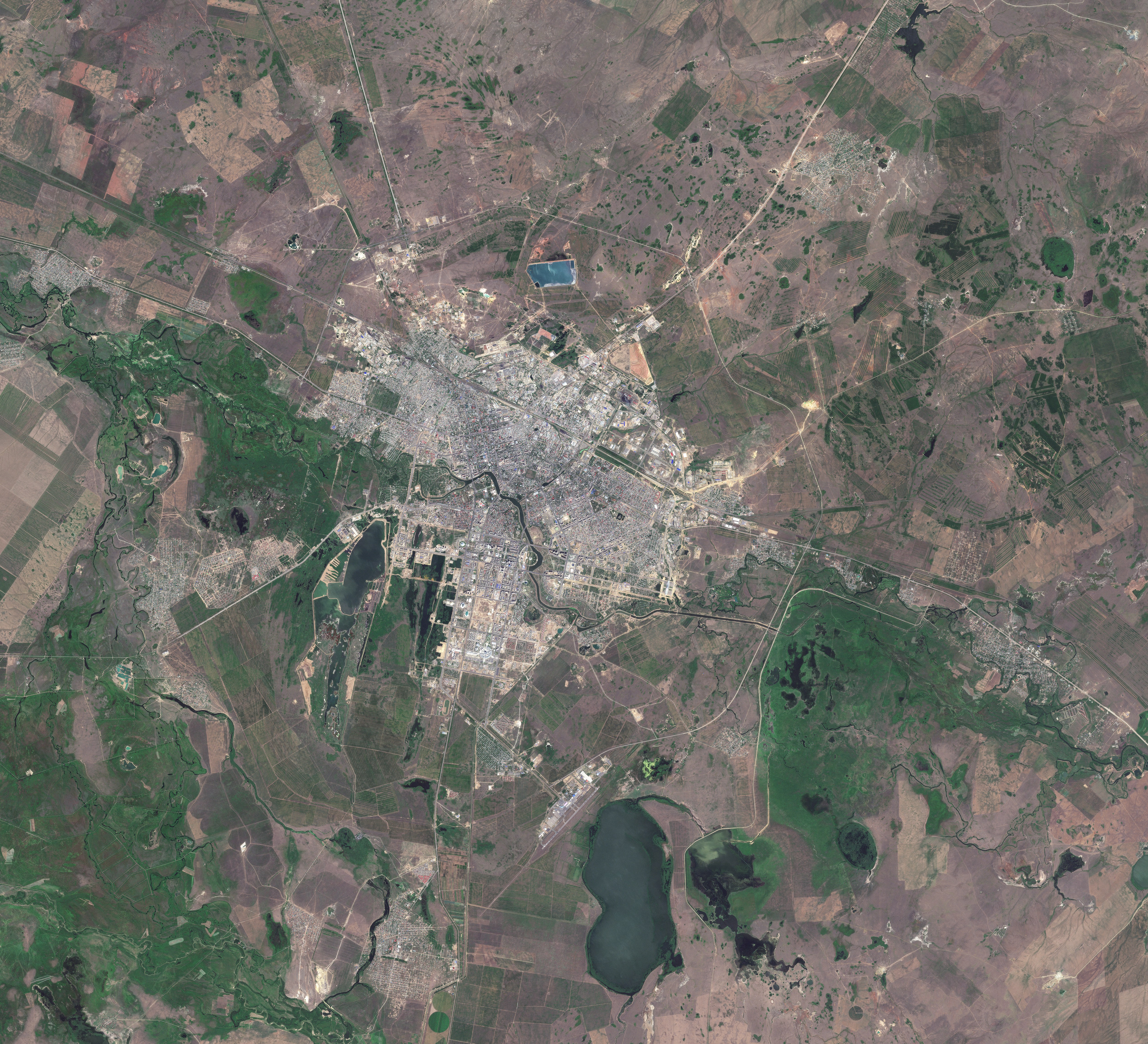
Imagem de satélite da cidade.

Astana está localizado no centro do Cazaquistão, no rio Ishim, em uma região estepe muito plana e semiárida que cobre a maior parte do território do país. Está a 51° 10' de latitude norte e 71° 26' de longitude leste. A cidade abrange 722 quilômetros quadrados e tem uma elevação de 347 metros acima do nível do mar. Astana está em uma paisagem de estepes, na área de transição entre o norte e o centro nacional extremamente pouco povoado, por causa do rio Ishim. Os bairros mais antigos ficam ao norte do rio, enquanto os novos bairros estão localizados ao sul do Ishim.

### Clima
Astana é a segunda capital nacional mais fria do mundo depois de Ulã Bator, na Mongólia, uma posição anteriormente ocupada por, Ottawa, capital do Canadá, até que Astana, alcançou o estatuto de capital em 1997.
Em geral, Astana tem um clima continental úmido (Dfb pela classificação climática de Köppen), e tem uma temperatura média anual de 3,5 °C. Janeiro é o mês mais frio com temperatura média de −14,2 °C. A temperatura mais baixa já registrada foi em janeiro de 1893, quando os termômetros atingiram temperaturas de −51,6 °C.
| Dados climatológicos para Astana | Dados climatológicos para Astana | Dados climatológicos para Astana | Dados climatológicos para Astana | Dados climatológicos para Astana | Dados climatológicos para Astana | Dados climatológicos para Astana | Dados climatológicos para Astana | Dados climatológicos para Astana | Dados climatológicos para Astana | Dados climatológicos para Astana | Dados climatológicos para Astana | Dados climatológicos para Astana | Dados climatológicos para Astana |
| Mês                              | Jan                              | Fev                              | Mar                              | Abr                              | Mai                              | Jun                              | Jul                              | Ago                              | Set                              | Out                              | Nov                              | Dez                              | Ano                              |
| -------------------------------- | -------------------------------- | -------------------------------- | -------------------------------- | -------------------------------- | -------------------------------- | -------------------------------- | -------------------------------- | -------------------------------- | -------------------------------- | -------------------------------- | -------------------------------- | -------------------------------- | -------------------------------- |
| Temperatura máxima recorde (°C)  | 3,8                              | 8,2                              | 20,4                             | 29,5                             | 35,2                             | 38,8                             | 40,1                             | 38,2                             | 36,1                             | 26,7                             | 14,8                             | 4,5                              | 40,1                             |
| Temperatura máxima média (°C)    | −10,1                            | −9,4                             | −2,4                             | 11,0                             | 20,5                             | 25,9                             | 26,8                             | 25,3                             | 18,9                             | 9,7                              | −1,7                             | −8,1                             | 8,9                              |
| Temperatura média (°C)           | −14,0                            | −13,9                            | −7,3                             | 5,5                              | 14,1                             | 19,4                             | 20,8                             | 19,0                             | 12,8                             | 4,9                              | −5,5                             | −12,2                            | 3,6                              |
| Temperatura mínima média (°C)    | −17,9                            | −18,4                            | −12,1                            | 0                                | 7,6                              | 12,9                             | 14,9                             | 12,6                             | 6,6                              | 0,1                              | −9,3                             | −16,2                            | −1,6                             |
| Temperatura mínima recorde (°C)  | −37,7                            | −37,3                            | −35,2                            | −22,8                            | −7,0                             | −1,5                             | 4,6                              | 0,4                              | −4,7                             | −17,5                            | −35,1                            | −36,6                            | −37,7                            |
| Precipitação (mm)                | 16,5                             | 14,4                             | 15,1                             | 20,2                             | 33,1                             | 39,5                             | 48,6                             | 32,8                             | 21,7                             | 27,2                             | 26,4                             | 21,7                             | 317,2                            |
| Fonte: Погода Нур-Султан         |                                  |                                  |                                  |                                  |                                  |                                  |                                  |                                  |                                  |                                  |                                  |                                  |                                  |

## Demografia

Arranha-céus no centro da cidade

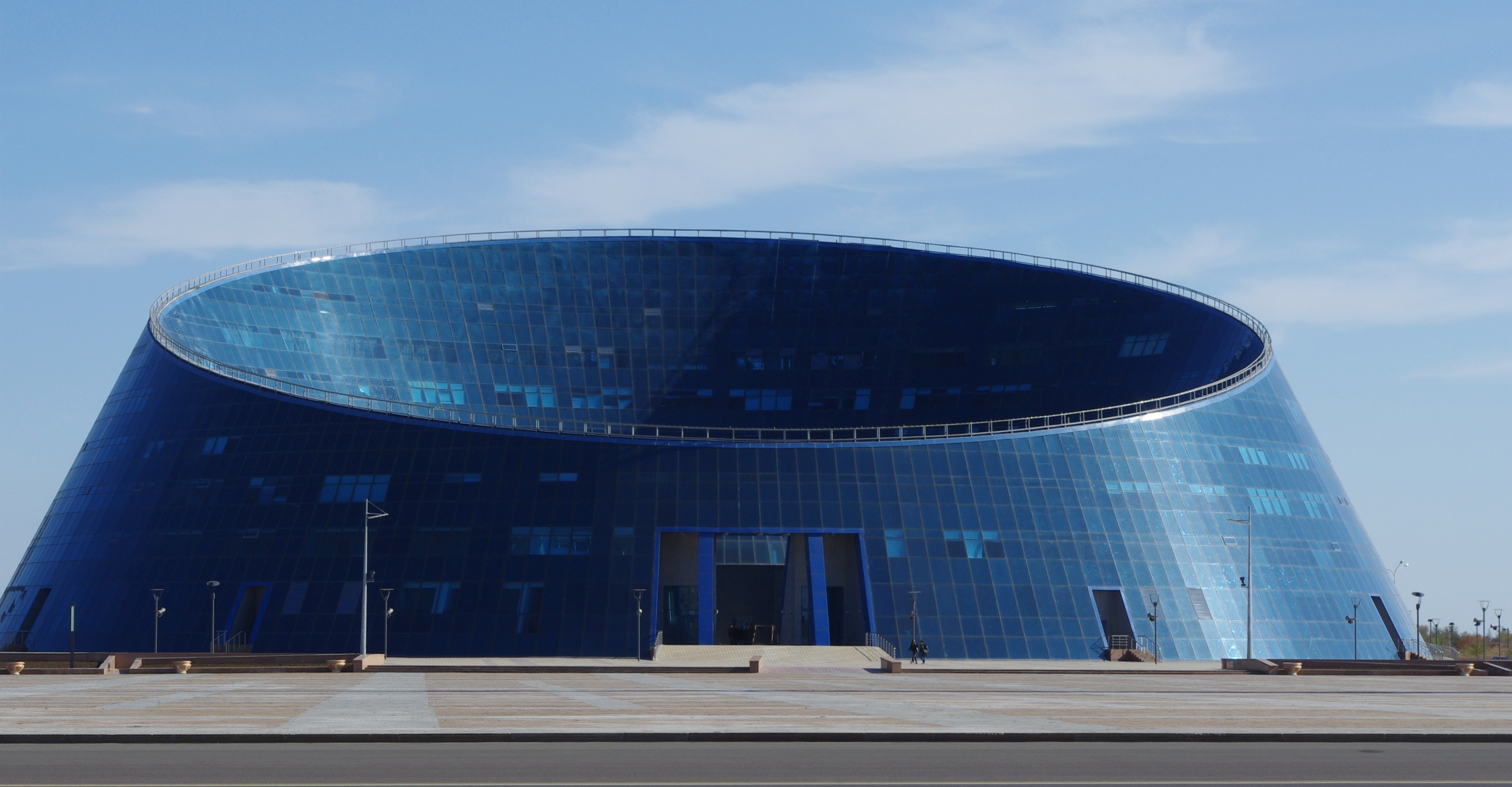
Palácio Shabyt

Em setembro de 2014, então Astana tinha uma densidade populacional de 958 pessoas por quilômetro quadrado e uma população total de 835 153 habitantes. De acordo com o censo de 1999, além de cazaques, a composição étnica da população da cidade era distribuída em 40,5% de russos, 5,7% de ucranianos, 3% de alemães, 2,6% de tártaros, 1,8% de bielorrussos e 0,8% de poloneses.

## Política

### Cidades-irmãs
Astana é cidade-irmã de:
- Istambul, Turquia
- Ancara, Turquia
- Esmirna, Turquia
- Moscou, Rússia
- Cazã, Rússia
- São Petersburgo, Rússia
- Pittsburgh, Estados Unidos
- Amã, Jordânia
- Saraievo, Bósnia e Herzegovina,
- Riga, Letônia
- Gdańsk, Polônia
- Varsóvia, Polônia
- Tiblíssi, Geórgia
- Seul, Coreia do Sul
- Manila, Filipinas
- Pequim, China
- Tasquente, Uzbequistão
- Dubai, Emirados Árabes Unidos
- Kiev, Ucrânia
- Bisqueque, Quirguistão

## Economia
O papel de capital deu um poderoso impulso  para o desenvolvimento econômico de Astana. A alta taxa de crescimento econômico da cidade tem atraído inúmeros investidores. Desde que se tornou a capital, o volume de investimentos aumentou quase 30 vezes, o produto interno bruto (PIB) aumentou noventa vezes e a produção industrial aumentou em onze vezes. O PIB da cidade representa cerca de 8,5 por cento do PIB do país.
A Nova Zona Econômica Especial de Astana, foi estabelecida em 2001 para desenvolver a indústria e aumentar a atratividade da cidade para os investidores. O local deve receber fábricas para a produção de motores a diesel, um complexo de fast food, de armazéns temporários e um centro de negócios, além de uma fábrica de móveis e produção de máquinas de engenharia civil e militar.
A administração de Astana está promovendo o desenvolvimento das pequenas e médias empresas através da cooperação do Fundo Soberano da cidade e da Câmara Econômica Nacional. O suporte é fornecido por um programa especial de crédito. Como resultado, o número de empresas de pequeno e médio porte aumentou 13,7% em 2015. Além disso, o número de pessoas empregadas em empresas de pequeno e médio porte aumentou 17,8%, para mais de 234 mil trabalhadores em 1 de abril de 2015.

## Infraestrutura

### Transportes
Astana é um ponto importante nos caminhos-de-ferro, não só em sentido norte-sul (de Petropavl, ou Petropavlovsk, para Tasquente e Almati), mas também oeste-leste (de Moscovo para a China). A cidade é servida pelo Aeroporto Internacional Nursultan Nazarbayev.

## Cultura

### Esportes

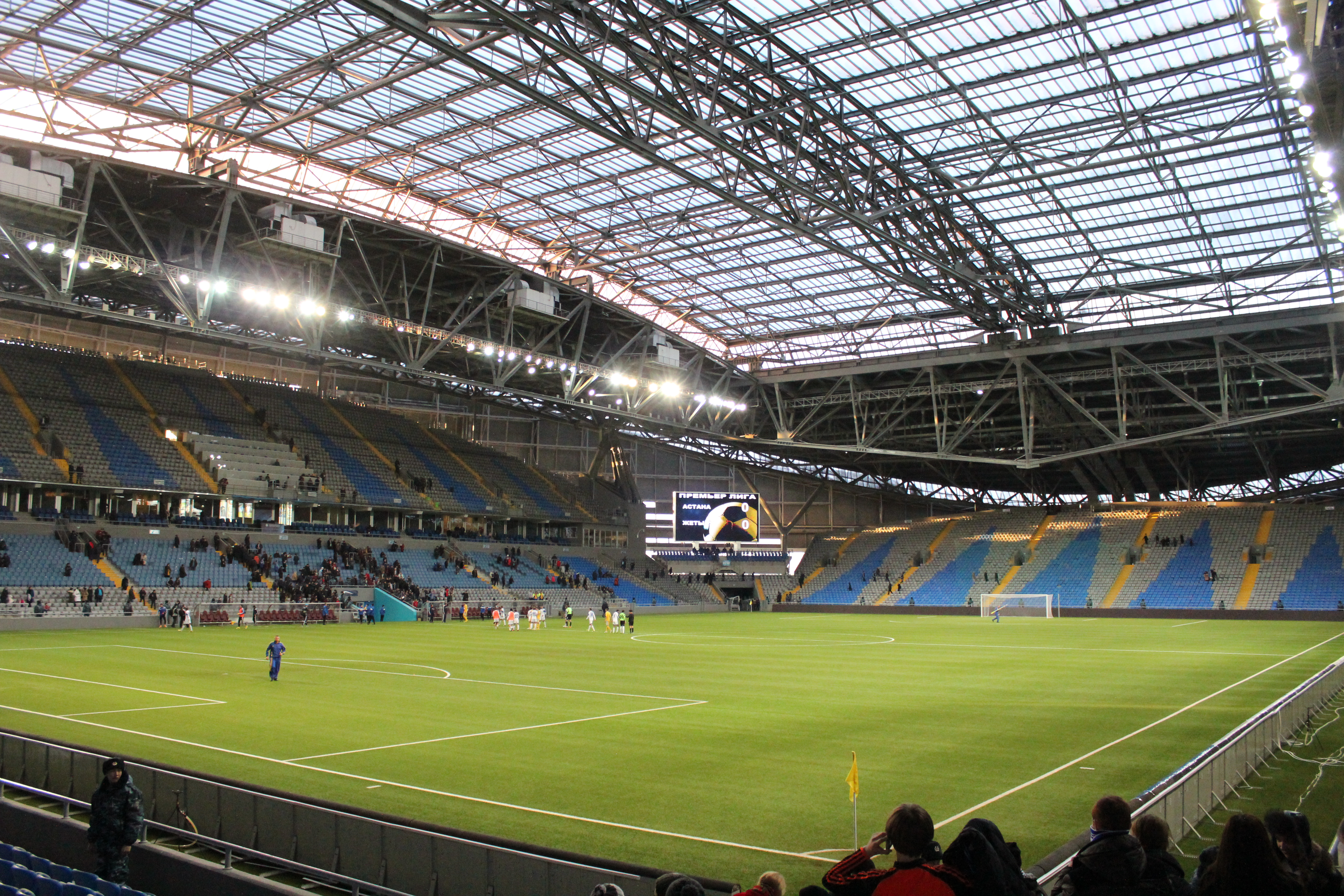
Astana Arena, casa do FC Astana e do FC Bayterek.

A cidade possui uma variedade de equipes esportivas. O principal time de futebol é o FC Astana. Fundado em 2009, o FC Astana ganhou quatro títulos da liga, três Copas do Cazaquistão e duas Supertaças do Cazaquistão. Sua casa é a Arena Astana, que também serve como sede da equipe nacional de futebol do Cazaquistão e do FC Bayterek. O FC Bayterek é membro da Primeira Divisão do Cazaquistão. Eles foram fundados em 2012 para desenvolver o futebol juvenil. O FC Astana-1964 está sediado no Estádio Kazhymukan Munaitpasov e joga na Liga Municipal de Futebol de Astana. Os anos de maior sucesso do clube foram os anos 2000, quando conquistaram três títulos da liga.
Astana é o lar de várias equipes profissionais de hóquei no gelo. O Barys Astana, membro fundador da Kontinental Hockey League em 2008 e manda seus jogos na Barys Arena. O Nomad Astana e o HC Astana jogam no Campeonato de Hóquei do Cazaquistão. O Snezhnye Barsy da Liga Júnior de Hóquei é um time júnior do Barys Astana. Astana recebe anualmente o torneio de hóquei no gelo da Copa do Presidente da República do Cazaquistão.